# 草原タカオ
草原 タカオ（くさはら タカオ、本名：草原 孝雄、1940年1月1日 - 2018年2月13日）は、日本の漫画家、イラストレーター。鹿児島県曽於郡末吉町出身。

## 経歴
1958年に上京し、川崎の東芝のテレビ工場に入社。その傍ら東京のお茶の水絵画研究所で8年間デッサンを学ぶ。1970年に退社しプロ入り。主に青年誌や新聞紙でナンセンス漫画を描く。
1977年『真夜中の子守歌』他作品にて第23回文藝春秋漫画賞受賞。
『農業共済新聞』にて『花咲かじいさん』を連載していた。
2018年2月13日に脳内出血のため死去。78歳没。

## 作品リスト
- ヤゴロウ君（1981 - 1989年、南日本新聞）
- ユーヤケこや家（1993年3月1日 - 1996年8月31日、中日新聞、東京新聞、北海道新聞、西日本新聞）
- 花咲かじいさん（1996年4月 -、農業共済新聞）